# Шинка (комуна)
Шинка (рум. Șinca) — комуна у повіті Брашов в Румунії. До складу комуни входять такі села (дані про населення за 2002 рік):
- Бучум (249 осіб)
- Вилча (219 осіб)
- Охаба (301 особа)
- Першань (1104 особи)
- Шеркейца (755 осіб)
- Шинка-Веке (917 осіб) — адміністративний центр комуни

Комуна розташована на відстані 164 км на північний захід від Бухареста, 36 км на захід від Брашова.

## Населення
За даними перепису населення 2002 року у комуні проживали 3545 осіб.
Національний склад населення комуни:
| Національність | Кількість осіб | Відсоток |
| -------------- | -------------- | -------- |
| румуни         | 2747           | 77,5%    |
| цигани         | 783            | 22,1%    |
| угорці         | 15             | 0,4%     |

Рідною мовою назвали:
| Мова      | Кількість осіб | Відсоток |
| --------- | -------------- | -------- |
| румунська | 3503           | 98,8%    |
| циганська | 26             | 0,7%     |
| угорська  | 16             | 0,5%     |

Склад населення комуни за віросповіданням:
| Релігія            | Кількість осіб | Відсоток |
| ------------------ | -------------- | -------- |
| православні        | 3261           | 92,0%    |
| греко-католики     | 195            | 5,5%     |
| адвентисти         | 45             | 1,3%     |
| бретрени           | 16             | 0,5%     |
| реформати          | 10             | 0,3%     |
| п'ятдесятники      | 8              | 0,2%     |
| римо-католики      | 1              | < 0,1%   |
| баптисти           | 1              | < 0,1%   |
| не вказали релігію | 1              | < 0,1%   |